# Tim Griffin
Pour les articles homonymes, voir Griffin.
Pour l'acteur, voir Tim Griffin (acteur)
John Timothy Griffin dit Tim Griffin, né le 21 août 1968 à Charlotte (Caroline du Nord), est un homme politique américain membre du Parti républicain, qui est le 16e gouverneur adjoint de l'Arkansas au côté du gouverneur Asa Hutchinson.
Il a également servi en tant que représentant des États-Unis pour l'Arkansas du 2e district du Congrès de 2011 à 2015. En tant que candidat républicain pour le poste de lieutenant-gouverneur en 2014 il a battu le démocrate John Burkhalter. Il était précédemment procureur par intérim pour le district de l'est de l'Arkansas entre décembre 2006 et juin 2007, mais n'a jamais été confirmé par le Sénat américain.